# Charlottetown (Labrador)
Charlottetown is een gemeente (town) in de Canadese provincie Newfoundland en Labrador. Het is een kustplaats in de noordelijke regio Labrador.

## Geschiedenis
In 1982 kregen de inwoners van Charlottetown voor het eerst een beperkte vorm van lokaal bestuur doordat de plaats een local service district werd. In 1988 werd Charlottetown reeds erkend als een volwaardige gemeente.

## Geografie
De gemeente ligt aan de de oevers van de St. Michaels Bay, een grote zeearm die uitgeeft in de Labradorzee. De plaats bevindt zich in het uiterste oosten van het schiereiland Labrador, aan het eindpunt van provinciale route 514.
De dichtstbij gelegen naburige plaats is het zuidoostelijk gelegen gehucht Pensons Arm, op een rijafstand van 26 km. Naar het noorden toe ligt Norman's Bay, een nederzetting die enkel bereikbaar is via een veerboot vertrekkend vanuit Charlottetown en die op een vaarafstand van bijna 50 km ligt.
Aan de zuidrand van het dorp ligt een klein vliegveld genaamd Charlottetown Airport.

## Demografie
Tussen 1991 en 2006 kende Charlottetown een stijgende demografische trend. Sindsdien is de bevolkingsomvang echter beginnen dalen. Anno 2021 lag het inwoneraantal van de plaats op hetzelfde niveau als 30 jaar eerder.
| Demografische ontwikkeling van Charlottetown tussen 1991 en 2021 |
| ---------------------------------------------------------------- |
|                                                                  |
| Bron: Statistics Canada (1991–1996, 2001–2006, 2011–2016, 2021)  |

## Gezondheidszorg
Gezondheidszorg wordt in de gemeente aangeboden door de Charlottetown Community Clinic, die zich ook richt op de inwoners van Pensons Arm en Norman's Bay. Deze gemeenschapskliniek valt onder de bevoegdheid van de gezondheidsautoriteit Newfoundland and Labrador Health Services (voorheen Labrador-Grenfell Health) en biedt de inwoners eerstelijnszorg en spoedzorg aan. Er zijn vier personeelsleden in dienst, met name twee verpleegsters, een personal care attendant en een onderhoudsmedewerker, met daarnaast de regelmatige aanwezigheid van een bezoekend arts.